# Mobile Protected Firepower

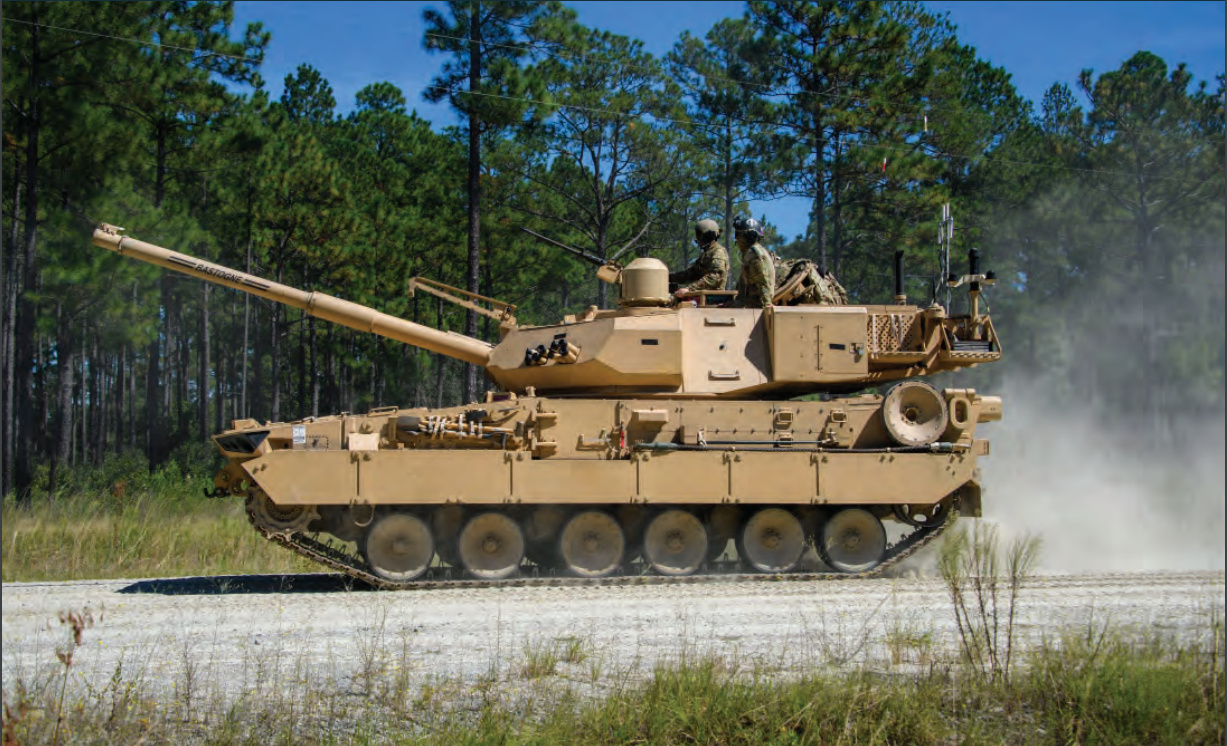
GDLS Griffin II, переможець конкурсу

Mobile Protected Firepower (MPF; «мобільна захищена вогнева міць») — програма Армії США, що має на меті розробку високомобільної машини вогневої підтримки, фактично — легкого танка (хоча американські посадовці заперечують таку класифікацію та наполягають на ролі штурмової гармати). Програма є складовою ширшої програми Next Generation Combat Vehicle.
Переможцем у конкурсі стала Griffin II від General Dynamics Land Systems. В армійській номенклатурі машина отримала позначення M10 Booker.

## Історія
Попереднім легким танком Армії США був M551 Sheridan, який погано зарекомендував себе у В'єтнамській війні, тож його поступово вивели з експлуатації. В 1990-х постало питання про створення заміни для нього, 1992 року Армія обрала FMC M8 AGS, але 1996 проєкт скасували через фінансування. Необхідність у легкій платформі з потужним озброєнням призвела до появи M1128 MGS в рамках програми Interim Armored Vehicle.
Програму MPF було відкрито 2015 року, 2017 було оголошено про плани закупити 504 машини.
Початково було три кандидати: Griffin II від General Dynamics Land Systems (GDLS), модернізована M8 AGS від BAE Systems та машина, заснована на сінгапурській Hunter від SAIC, але 2018 року було обрано прототипи від GDLS та BAE.
У травні 2022 року M8 дискваліфікували, а вже в червні 2022 Армія офіційно обрала Griffin II для серійного виробництва. В червні 2023 машина отримала найменування M10 Booker.